# Science-Fiction-Jahr 2011
Übersicht

◄◄ | ◄ | 2007 | 2008 | 2009 | 2010 | Science-Fiction-Jahr 2011 | 2012 | 2013 | 2014 | 2015 | ► | ►►

Weitere Ereignisse